# Challaogoi
Challaogoi est l'un des neuf arrondissements de la commune de Ouèssè dans le département des Collines au Bénin.

## Géographie
L'arrondissement de Challaogoi est situé au nord-ouest du Bénin et compte 6 villages que sont Botti Houegbo, Challa Ogoi, Gbede, Agboro Idouya, Kokoro et Agboro Kombon.

## Démographie
Selon le recensement de la population de 2013 conduit par l'Institut national de la statistique et de l'analyse économique (INSAE), Challaogoi compte 13610 habitants  .